# The Best of NWA: The Strength of Street Knowledge
Albums de N.W.A
The NWA Legacy, Vol. 2
(2002) NWA and Their Family Tree
(2008)
The Best of NWA: The Strength of Street Knowledge est une compilation de N.W.A, sortie en 2006.
L'album, qui comprend des tubes et des remixes du groupe, s'est classé 47e au Top R&B/Hip-Hop Albums et 143e au Billboard 200.

## Liste des titres
| No  | Titre                                                  | Durée |
| --- | ------------------------------------------------------ | ----- |
| 1.  | Straight Outta Compton (2002 digital remaster)         | 4:15  |
| 2.  | Appetite for Destruction                               | 3:08  |
| 3.  | Dope Man                                               | 6:15  |
| 4.  | Fuck tha Police (2006 digital remaster)                | 5:14  |
| 5.  | Real Niggaz                                            | 4:27  |
| 6.  | 8-Ball                                                 | 4:15  |
| 7.  | Express Yourself (2000 digital remaster)               | 4:22  |
| 8.  | Alwayz into Somethin'                                  | 4:24  |
| 9.  | A Bitch Iz a Bitch                                     | 3:06  |
| 10. | Gangsta Gangsta (2002 digital remaster)                | 5:26  |
| 11. | 100 Miles and Runnin'                                  | 4:29  |
| 12. | Boyz-n-the-Hood                                        | 5:37  |
| 13. | Real Niggaz Don't Die                                  | 3:38  |
| 14. | Compton's in the House (Remix) (2002 digital remaster) | 5:15  |
| 15. | Approach to Danger                                     | 2:45  |
| 16. | Chin Check                                             | 3:41  |
| 17. | If It Ain't Ruff (2002 digital remaster)               | 3:33  |